# Gintautas Kniukšta

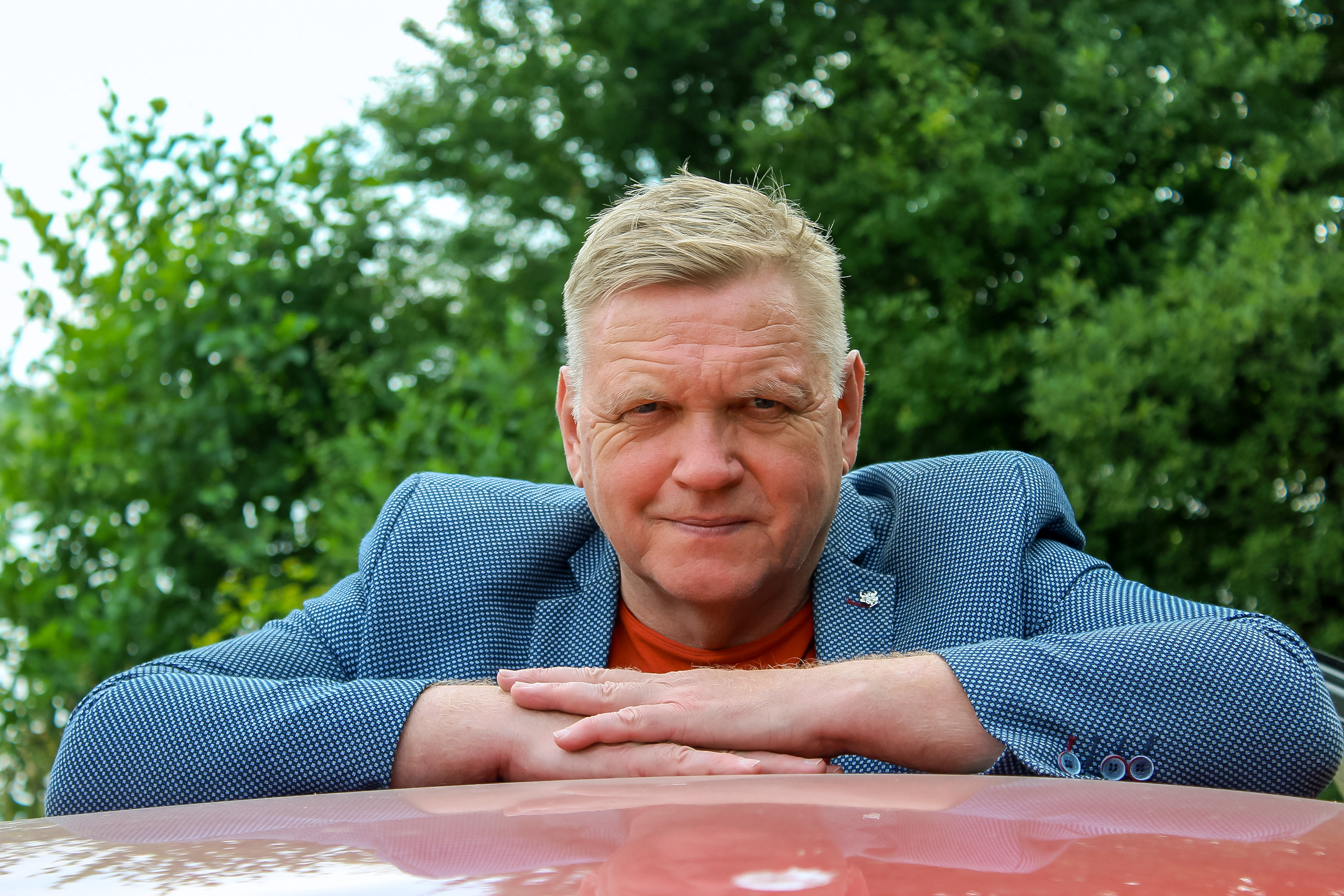
Gintautas Kniukšta, 2019

Gintautas Kniukšta (* 25. Oktober 1960 in Rudaičiai, Rajongemeinde Klaipėda) ist ein litauischer Politiker und Journalist.

## Leben
1975 absolvierte er die Schule Lapiai bei Klaipėda, 1979 als Agronom das Technikum der Landwirtschaft in Rietavas, 1985 das Diplomstudium der Biologie am Vilniaus valstybinis pedagoginis institutas, 2003 das Masterstudium der Rechtswissenschaft an der Lietuvos teisės universitetas. An der Lietuvos žemės ūkio akademija studierte er Agronomie. Er bildete sich weiter in den USA.
Ab 1979 arbeitete er als Agronom, in der Tageszeitung „Tiesa“ (litauische Prawda), bei Lietuvos laisvosios rinkos institutas, bei der Zeitung „Ūkininko patarėjas“ als Korrespondent in Vilnius und bei der Zeitung „Klaipėda“ als Politikjournalist. Von 2000 bis 2004 war er Mitglied im Seimas.
Ab 1998 war er Mitglied der Naujoji sąjunga.
2002 wurde er von Valdas Adamkus mit dem Atminimo-Zeichen ausgezeichnet.

## Quelle
- Leben

## Bibliografie
- Dešimt metų šalia politikos ir politikoje. – Vilnius: Atkula, 2004. – 288 p. – ISBN 9955-505-24-9

| Personendaten    | Personendaten                        |
| ---------------- | ------------------------------------ |
| NAME             | Kniukšta, Gintautas                  |
| KURZBESCHREIBUNG | litauischer Politiker und Journalist |
| GEBURTSDATUM     | 25. Oktober 1960                     |
| GEBURTSORT       | Rudaičiai, Rajongemeinde Klaipėda    |